# Дедегкаев, Казбек Иссаевич
Казбе́к Исса́евич Дедегка́ев (осет. Дедегкаты Иссæйы фырт Хъазыбег; 12 июня 1944, селение Чикола, Ирафский район, Северо-Осетинская АССР, СССР — 24 мая 2016, Владикавказ, Северная Остеия, Российская Федерация) — советский и российский тренер по вольной борьбе, мастер спорта СССР, заслуженный тренер России (1992).

## Биография
Студентом Горского сельскохозяйственного института стал занимать борьбой. Тренировался у Бориса Абаева. Выполнил норму мастера спорта СССР, выступая в соревнованиях первенства республики и РСФСР. В 1976 году окончил институт и стал работать тренером в спортивном обществе «Труд».
Подготовил много известных борцов, среди них олимпийский чемпион, чемпион мира и Европы, двукратный обладатель Кубка мира — Давид Мусульбес, двукратный олимпийский чемпион — Арсен Фадзаев, чемпион Европы — Руслан Кокаев.

## Награды и звания
- Орден Дружбы (9 июня 2001 года) — за большой вклад в развитие физической культуры и спорта, высокие спортивные достижения на Играх XXVII Олимпиады 2000 года в Сиднее[2]